# 高桥和利
高桥和利（1977 - ），日本生命科学家。京都大学iPS细胞研究所讲师。奈良先端科学技术大学院大学博士（生物科学）。

## 生平
廣島縣廣島市出身。同志社大学工学部毕业。
1999年，高橋在奈良先端科學技術大學院大學成为山中伸弥实验室的一个研究生。之后在京都大学做博士后研究，并转移到再生医学研究所的实验室进行研究。他曾在京都大学的助教。2009年获讲师职位。同年获京都大学湯川・朝永奨。
山中伸弥於2006年所发表的发现iPS细胞的论文是与高桥共著的。